# E107 (Software)
e107 ist ein freies Content-Management-System (CMS), welches die Gestaltung und Verwaltung von Webseiten oder Community-Portalen erleichtert. Es verwendet PHP und Datenbankunterstützung via MySQL und kann für Webseiten oder lokale Intranet-Seiten verwendet werden. Momentan werden mehrere Sprachen unterstützt, welche man zusätzlich zum Programmpaket herunterladen kann.
Der Name ist davon abgeleitet, dass es das siebte Projekt war, an dem der Urheber gearbeitet hat.
e107 wurde unter der GNU General Public License veröffentlicht.

## Geschichte
e107 basiert auf Quellcode, der ursprünglich auf LiteStep-Webseiten benutzt wurde. Jalist, der für die Entwicklung dieser Webseiten verantwortlich war, verwendete einiges an Quellcode von litestep.net und ls2k.org wieder und erstellte ein mehr modulares System. Dieses System konnte dann als Codegrundlage für andere dienen, um ihre eigenen von der Community betriebenen Webseiten zu erschaffen.
Die Quellcodesammlung wurde bis zur Version 0.612 ausschließlich durch Jalist gewartet, als dann ein Entwicklungsteam gebildet wurde. Das Entwicklungsteam entwickelt, wartet und erstellt jetzt Build Releases für das e107-System.
2006 und 2007 wurde e107 durch die Öffentlichkeit als einer der fünf Finalisten im „Packt Open Source Content Management System Award“ nominiert.

## Versionen
Die Veröffentlichungen wurden im „Standard“-Stil bis 5.4 nummeriert, bevor man sich entschied, die Versionsnummerierung abzuändern. Die nächste bedeutendere Version wurde als Version 0.6 veröffentlicht. Die Versionsverwaltung wird für alle folgenden Veröffentlichungen nach diesem Stil fortgesetzt. Die neueste Version, die zurzeit zum kostenlosen Download angeboten wird, ist die e107 v2.2.1. (Stand Mai 2020)

## Merkmale
- Datei-basiertes Caching
- Integriertes News System und RSS-Unterstützung
- Vorlagen System und Möglichkeit zur Erstellung von Vorlagen
- HTML5 und jQuery Unterstützung und Funktionalität
- Forensystem zur Erstellung von seitenintegrierten Foren
- Admin-System zur Administration der Website
- Konzipiert für Bootstrap v3

Zu den Minimalvoraussetzungen für e107 ab der Version v2.x.x gehören:
- MySQL (MySQL 4.x oder neuer)
- PHP (Version v5.4 oder neuer)

PHP muss mit MySQL-Unterstützung kompiliert werden, damit e107 richtig läuft.
Zum Betrieb von e107 empfiehlt der Hersteller Apache. Jeder Webserver, der mit PHP und MySQL kompatibel ist, sollte jedoch auch funktionieren. e107 funktioniert mit allen auf Linux oder Windows basierenden Servern, IIS, MySQL und PHP.